# (5858) Borovitskia
(5858) Borovitskia (1978 SU5) – planetoida z grupy pasa głównego asteroid okrążająca Słońce w ciągu 3,52 lat w średniej odległości 2,32 j.a. Odkryta 28 września 1978 roku.